# 地域計画建築研究所
株式会社地域計画建築研究所（ちいきけいかくけんちくけんきゅうしょ）は、京都府京都市に本社を置く建築設計事務所、まちづくり・都市計画コンサルタント。略称は、英文社名 Architects Regional Planners ＆ Associates・Kyotoの頭文字をとって、アルパックと称している。

## 沿革
- 1967年2月3日 - 設立。
- 1972年9月 - 大阪事務所を開設
- 1976年10月 - 福岡に九州事務所を開設
- 1978年 - 関西学術研究都市調査懇談会事務局。学研都市推進協議会学術部会に協力
- 1982年1月 - 九州事務所に九州地域計画研究所を併設
- 1982年12月 - 名古屋事務所を開設
- 1988年2月 - 東京事務所を開設

## 関連機関
- 株式会社地域計画名古屋
- 株式会社よかネット

## 事業内容
- 地域総合計画に関する調査研究及び計画
- 地域の開発整備に関する調査研究及び計画
- 地域経済振興に関する調査研究及び計画
- 科学技術に関する調査研究及び計画
- 文化・教育・国際化・情報化に関する調査研究及び計画
- 社会福祉・保健医療に関する調査研究及び計画
- 交流・活動支援に関する計画及び事業
- 交通に関する調査研究及び計画
- 住宅に関する調査研究及び計画
- 環境・廃棄物・循環に関する調査研究及び計画
- 景観・環境デザインに関する調査研究及び計画・設計
- 建築デザイン（計画・設計・監理）

## 主な作品
- 関西文化学術研究都市都市計画
- 京都府総合見本市会館
- 京都府ゼミナールハウス
- 21世紀の日本の国土と国民生活の将来像の設計｣の関西グループ
- ナディアパーク
- 徳島県郷土文化会館
- サンポイント・フォルテ（優良再開発事業）
- 蒲郡アピタ（第一種市街地再開発事業）
- 名古屋芸術大学デザイン学部棟
- 京都橘女子大学再整備
- 大阪府立花の文化園
- きなりの湯・きなり館
- 美方町温泉保養館　おじろん　・・・現在のふれあい温泉「おじろん」（兵庫県香美町小代区）